# Nowopskow
Nowopskow (ukrainisch und russisch Новопсков) ist eine Siedlung städtischen Typs und bis Juli 2020 der Verwaltungssitz des gleichnamigen Rajons Nowopskows im Osten der Ukraine mit etwa 9800 Einwohnern (2016).

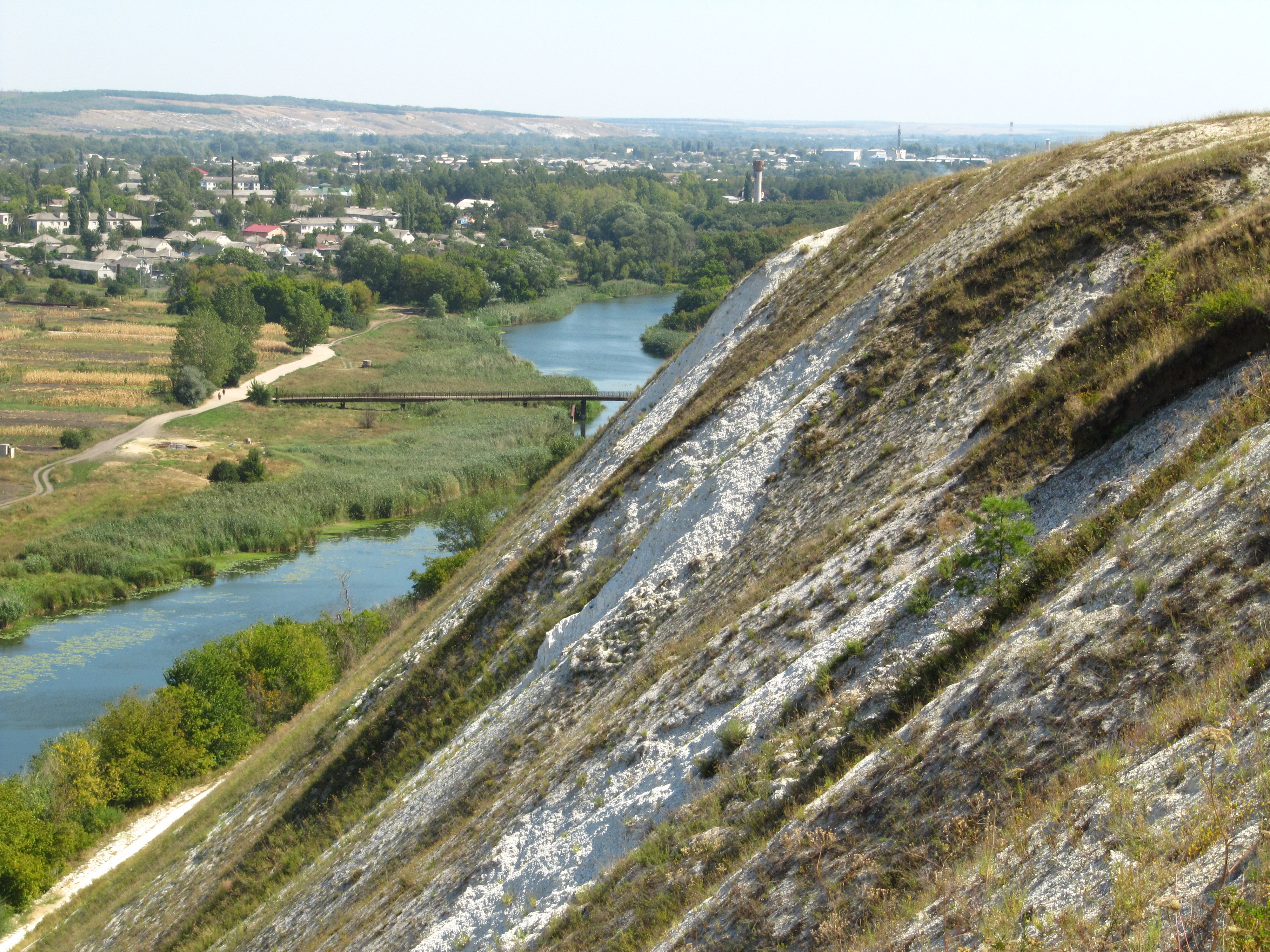
Ansicht von Nowopskow

## Geschichte
Gegründet wurde das heutige Nowopskow Mitte des 17. Jahrhunderts von russischen und ukrainischen Bauern, die aus der Leibeigenschaft geflohen waren, unter dem Namen Sakam’janka (ukrainisch Закам’янка). 1708 veranlasste Zar Peter I. eine Strafexpedition gegen das Dorf, bei der die Ortschaft dem Erdboden gleichgemacht wurde.
Im Jahr 1829 wurde das Dorf in eine militärische Siedlung umgewandelt und erhielt abgeleitet von der russischen Stadt Pskow seinen heutigen Namen.
Am 10. Juni 1942 wurde das Dorf von Truppen der Wehrmacht besetzt und am 23. Januar 1943 von Truppen der Roten Armee befreit. 1957 bekam Nowopskow den Status einer Siedlung städtischen Typs verliehen. In den Jahren 1975–1979 wurde die Gas-Pipeline-Sojus durch den Ort gebaut, die sich hier mit einer weiteren Pipeline kreuzt.
Nowopskow wurde im März 2022 von Russland besetzt und im September 2022 annektiert.

## Geographie
Nowopskow liegt am Zusammenfluss der Kamjanka (ukrainisch Кам'янка), mit dem Ajdar in der Sloboda-Ukraine.
Die Siedlung befindet sich im Norden der Oblast Luhansk 130 km nördlich vom Oblastzentrum Luhansk und 34 km nördlich vom nächsten Bahnhof in Starobilsk.

## Verwaltungsgliederung
Am 13. Juli 2015 wurde die im Süden des früheren Rajons Nowopskow gelegene Siedlung zum Zentrum der neugegründeten „Siedlungsgemeinde Nowopskow“ (Новопсковська селищна громада Nowopskowska selyschtschna hromada), zu der auch die 5 Dörfer Chworostjane, Ikowe, Makartetyne, Osyysnowe und Tewjaschewe zählten und die bis dahin die gleichnamige „Siedlungsratsgemeinde Nowopskow“ (Новопсковська селищна рада Nowopskowska selyschtschna rada) gebildet hatte.
Am 12. Juni 2020 kamen noch die 15 in der untenstehenden Tabelle aufgelisteten Dörfer zum Gemeindegebiet.
Seit dem 17. Juli 2020 ist die Siedlung ein Teil des Rajons Starobilsk.
Folgende Orte sind neben dem Hauptort Nowopskow Teil der Gemeinde:
| Name                     | Name        | Name                         |
| ukrainisch transkribiert | ukrainisch  | russisch                     |
| ------------------------ | ----------- | ---------------------------- |
| Bulawyniwka              | Булавинівка | Булавиновка (Bulawinowka)    |
| Chworostjane             | Хворостяне  | Хворостяное (Chworostjanoje) |
| Donziwka                 | Донцівка    | Донцовка (Donzowka)          |
| Hannussiwka              | Ганусівка   | Ганусовка (Gannussowka)      |
| Ikowe                    | Ікове       | Иково (Ikowo)                |
| Kamjanka                 | Кам'янка    | Каменка (Kamenka)            |
| Lyssohoriwka             | Лисогорівка | Лысогоровка (Lyssogorowka)   |
| Makartetyne              | Макартетине | Макартетино (Makartetino)    |
| Noworossosch             | Новорозсош  | Новороссошь                  |
| Ossynowe                 | Осинове     | Осиново (Ossinowo)           |
| Pantjuchyne              | Пантюхине   | Пантюхино (Pantjuchino)      |
| Pisky                    | Піски       | Пески (Peski)                |
| Pyssariwka               | Писарівка   | Писаревка (Pissarewka)       |
| Rohowe                   | Рогове      | Рогово (Rogowo)              |
| Rybjanzewe               | Риб'янцеве  | Рыбянцево (Rybjanzewo)       |
| Saajdariwka              | Заайдарівка | Заайдаровка (Saaidarowka)    |
| Sakotne                  | Закотне     | Закотное (Sakotnoje)         |
| Solone                   | Солоне      | Солёное (Soljonoje)          |
| Stepne                   | Степне      | Степное (Stepnoje)           |
| Tewjaschewe              | Тев'яшеве   | Тевяшево (Tewjaschewo)       |

## Bevölkerung
| 1959  | 1970  | 1979  | 1989  | 2001   | 2016  |
| ----- | ----- | ----- | ----- | ------ | ----- |
| 4.185 | 6.168 | 7.724 | 9.062 | 10.115 | 9.859 |

Quelle: